# Селищи (Нерльское сельское поселение, на Волнушке)
Селищи — деревня в Калязинском районе Тверской области. Входит в состав Нерльского сельского поселения  с центром в селе Нерль. До 2006 года относилась к Капшинскому сельскому округу с центром в селе Капшино. После объединения нескольких сельских округов в составе Нерльского сельского поселения оказалось две одноимённые деревни, вторая — Селищи, бывшего Яринского сельского округа.

## Население
| 2008 | 2010 |
| ---- | ---- |
| 13   | ↘8   |

## Расположение
Деревня Селищи расположена недалеко от населённого пункта Скнятино, где расположена железнодорожная станция. Расположена деревня вблизи рек Волнушка (притока Волги) и самой Волги.

## Достопримечательности
- Между Селищами и селом Стрельчиха находится «заячья гора».